# 楊慶鋆
楊慶鋆（1874年—20世纪？），字韶九，河北棗強人。民国时期官员。

## 生平
1900年，楊慶鋆畢業於總理衙門同文館。1901年6月，在京師高等巡警學堂學習，於次年4月畢業。
1902年5月，楊慶鋆擔任直隸保定警務學堂提調兼漢文教習。1904年5月，調任天津巡警總稽查兼日文翻譯。1905年1月，於日本明治大學學習法政選科。
畢業回國後，楊慶鋆擔任山東師範學堂提調兼教習，直隸候補知府。1908年5月，任津浦鐵路工程第一段段長。1911年1月，任津浦鐵路局本路員警教練所所長。5月改任本路員警長。1914年5月，任津浦管理局警備隊總隊長。11月任濟南員警廳廳長。1915年7月任濟南道道尹兼外交部特派山東交涉員。1917年12月，入贛擔任江西財政廳廳長。
1922年5月，直系軍閥、江西督军陈光远任命杨庆鋆为江西代理省长。因局势动荡，陈光远请求北洋政府增援。直系首领曹錕命蔡成勳所部等南下援赣。6月13日，蔡成勋抵达南昌。15日，北洋政府批准陈光远及省长杨庆鋆辞职，任命蔡成勋节制江西全省军事。17日，下令裁撤江西督军一职，由何刚德暂行代理省长。